# Goneccalypsis argenteoviridis
Goneccalypsis argenteoviridis är en tvåvingeart som först beskrevs av Hermann 1907.  Goneccalypsis argenteoviridis ingår i släktet Goneccalypsis och familjen rovflugor. Inga underarter finns listade i Catalogue of Life.